# إم بي سي ميوزيك
إم بي سي ميوزيك (هانغل :MBC 뮤직,엠비씨 뮤직) هي قناة تلفزيونية متخصصة كورية جنوبية، تملكها إم بي سي بلاس. قناة الكابل تبث في المقام الأول البرمج ذات الصلة بالموسيقى.
تم افتتاح القناة في 1 فبراير، 2012 مع البرنامج الموسيقي الجديد شوو تشامبين.